# Golasowice
Golasowice (deutsch Gollassowitz, 1939–1945 Golassowitz) ist eine Ortschaft mit einem Schulzenamt der Gemeinde Pawłowice im Powiat Pszczyński der Woiwodschaft Schlesien in Polen.

## Geographie
Das Dorf hat eine Fläche von 806 Hektar.
Nachbarorte sind Pawłowice im Norden, Zbytków im Osten, Jarząbkowice im Südosten, Bąków im Süden, Pielgrzymowice im Südwesten, die Stadt Jastrzębie-Zdrój im Westen.

## Geschichte
Das Dorf liegt im Oberschlesien.
Der Ort wurde am 25. Oktober 1293 erstmals urkundlich erwähnt. Später wurde es auch um 1305 im Liber fundationis episcopatus Vratislaviensis (Zehntregister des Bistums Breslau) als Golos erwähnt.
Politisch gehörte das Dorf zum Herzogtum Ratibor in der Zeit des polnischen Partikularismus. Seit 1327 bestand die Lehensherrschaft des Königreichs Böhmen und seit 1526 gehörte es zur Habsburgermonarchie. Nach dem Ersten Schlesischen Krieg und dem Vorfrieden von Breslau (1742) gehörte es zum Königreich Preußen.
In der Volksabstimmung in Oberschlesien über die künftige Zugehörigkeit Oberschlesiens vom Jahre 1921, 385 von 501 Wählern für Deutschland votierten, gegen 114 Stimmen für Polen.
Nach der polnischen Annexion Ost-Oberschlesiens 1922 gehört Golasowice zu Polen. Unterbrochen wurde dies nur durch die Besetzung Polens durch die Wehrmacht im Zweiten Weltkrieg.
Von 1975 bis 1998 gehörte Golasowice zur Woiwodschaft Katowice.

## Religion
Die römisch-katholische Pfarrei gehört zum Erzbistum Katowice, Dekanat Pawłowice. Die evangelische Gemeinde, gegründet im Jahr 1765, gehört zur Diözese Katowice. Im Jahr 1933 waren 75,3 % der Einwohner evangelisch; Golasowice war eine von nur vier Gemeinden der einstigen Woiwodschaft Schlesien ohne Olsagebiet mit evangelischer Mehrheit (eine andere war Bzie, die zu Golasowice auch gehörte).

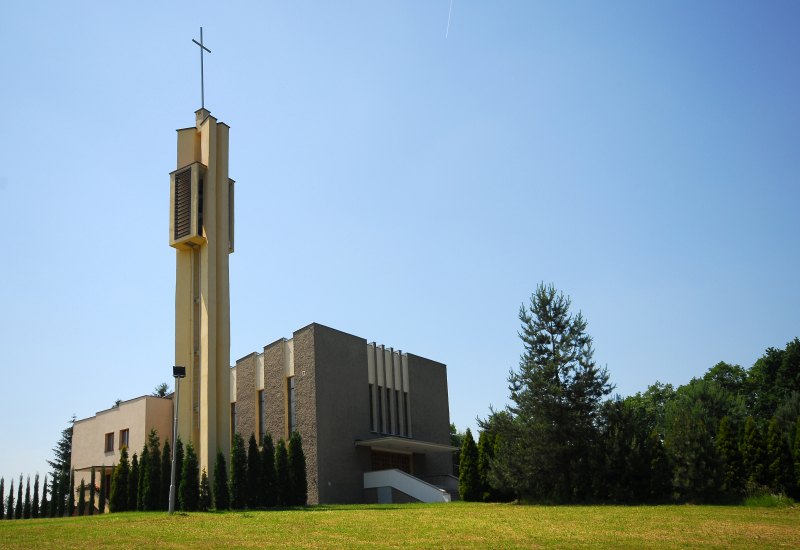
Katholische Kirche
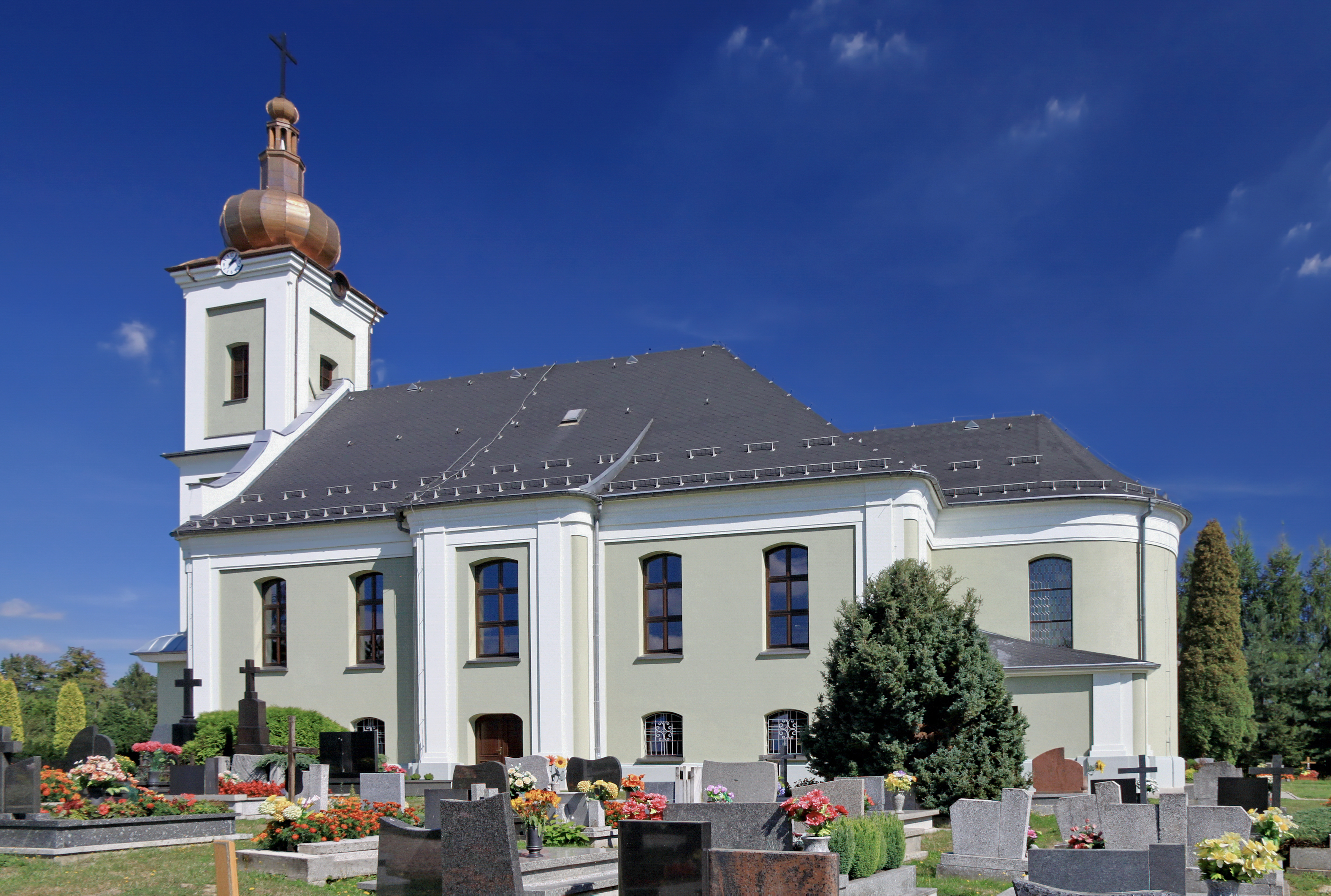
Evangelische Kirche